# CTV News
CTV News — відділ новин канадської телевізійної мережі CTV. Назва CTV News також використовується як назва місцевих і регіональних випусків новин на станціях, що належать і керуються мережею, які тісно пов'язані з національним відділом новин. Місцеві випуски новин на телеканалі CTV 2 також позначаються як CTV News, хоча в більшості випадків вони керуються окремо від випусків новин в основній мережі CTV.
CTV News має представництва по всій Канаді та в усьому світі, але багато з них було закрито, щоб скоротити витрати (наприклад в Лондоні, Лос-Анджелесі, Москві та Кампалі) і замінено репортерами, яких відправляють на місця з існуючих представництв.